# Toffifee

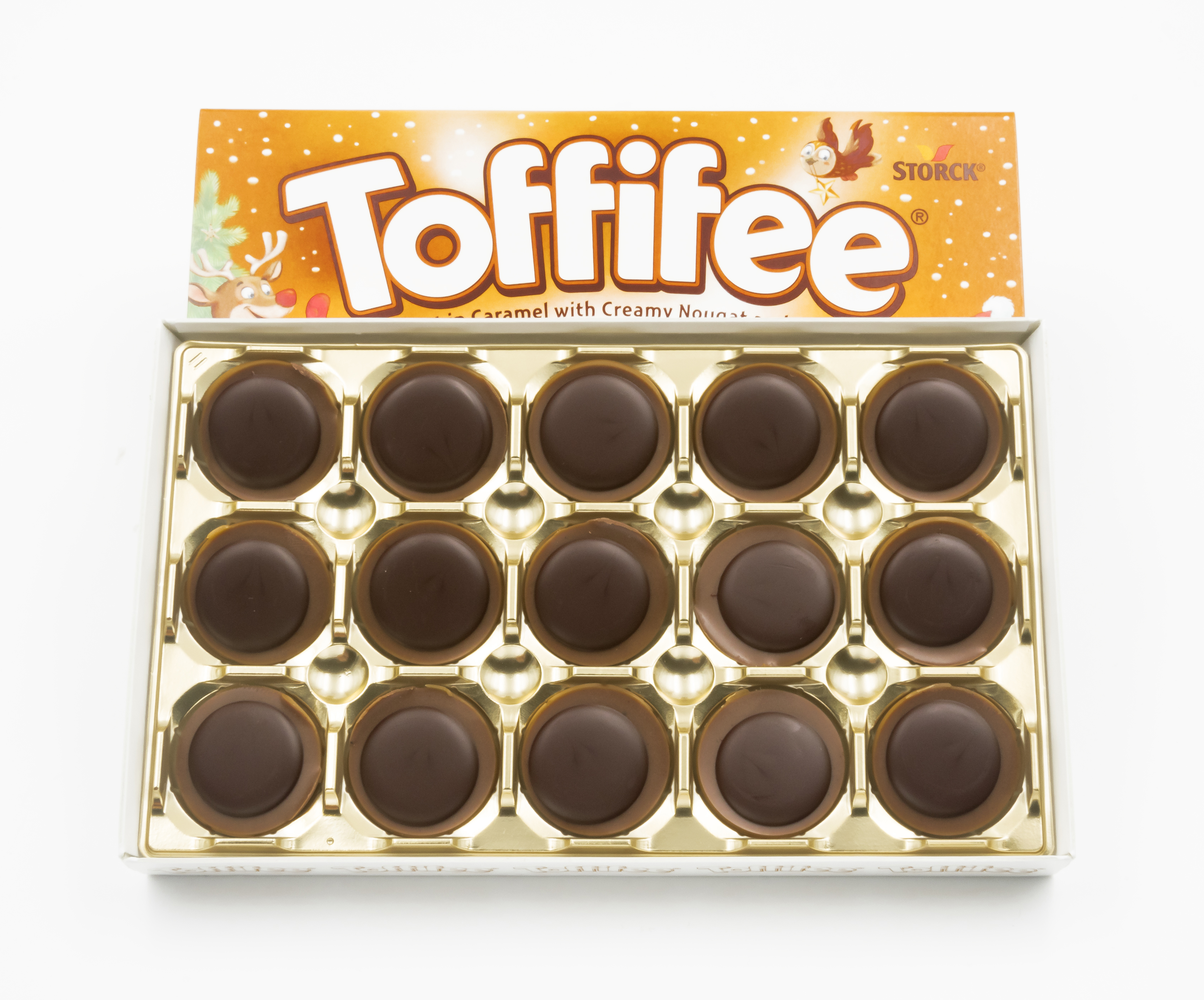
Упаковка конфет Toffifee

Toffifee (в США — Toffifay) — кондитерские изделия, выпускающиеся с 1973 года немецкой компанией Storck.

## Описание

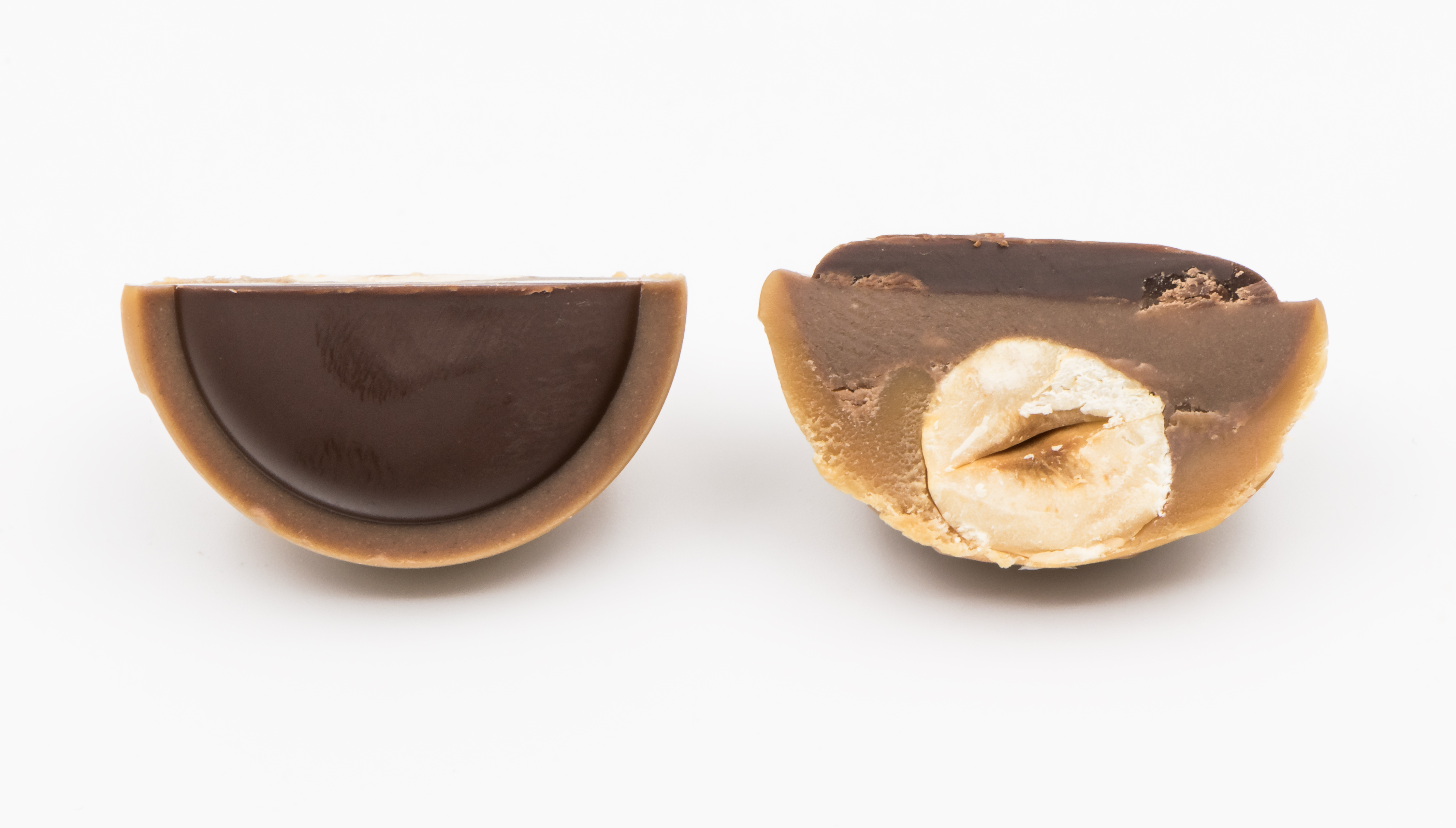
Разломленная конфета Toffifee

Конфеты Toffifee были разработаны под руководством Клауса Обервеллаа, который также разработал другие известные кондитерские изделия компании Storck, такие как Merci, nimm2 и Werther's Original. Toffifee — художественное слово, заимствованное из английского термина ириска, обозначающего фадж. Только в США конфеты называются Toffifay, чтобы произносимое там название звучало аналогично немецкому. Продажи Toffifee начались в 1973 году в Западной Германии и Австрии. В 1980-х годах продажи начались в Швейцарии, а к началу 21 века — в более, чем 100 странах.
В Германии ириски изначально продавались как энергетические средства для женщин.
Рекламные слоганы в Германии: «Schwarzbraun mit Haselnuss» и «Schmeck dich in Schwung» (1977), «Die Haselnuss, umhüllt von Caramel, Nougatcreme und Schokolade» (1978), «Entdeck' den Spaß in Toffifee!» (1998), «Für mehr Wir» (2015), «Zusammener sein mit Toffifee» (2016), «So fühlt sich Familie an» (2018) и «Es steckt viel mmmh… in Toffifee» (2020). Основной рекламный слоган с 1973 года — «Es steckt viel Spaß in Toffifee!» (в России — «Наслаждение Toffifee!»).
Реклама Toffifee с самого начала разрабатывается рекламным агентством Otto Pahnke или Pahnke Brandmacherei. С 1973 года дизайн стандартной упаковки практически не изменился, за исключением корректировки основного изображения на упаковке.
Осенью 2021 года впервые была выпущена «ограниченная серия» с изменённым вкусом «Double Chocolate», затем летом 2022 года начались продажи вариантов с кокосовой начинкой, а осенью того же года — с белым шоколадом.